# P.C.V. Hansen (forfatter)
 Der er flere personer med dette navn, se P.C.V. Hansen.
Peter Christian Valdemar Hansen (20. maj 1869 i København – 19. august 1927 sammesteds) var en dansk journalist og forfatter.
Han var søn af kammerlakaj Peter Christensen Hansen (1818-1876) og Emma Severine Jensen (1831-1901), blev student i 1887 og tog filosofikum i 1888. Hansen var derefter bibliotekar i Studentersamfundet og arbejdede som lærer. Fra 1893 var han litteraturanmelder ved København, hvor han bl.a. anmeldte nogle af Henrik Pontoppidans bøger. 1896 skiftede han til Politiken, hvor han blev optaget i redaktionen og 1901 blev redaktionssekretær, hvilket han var til 1918. Her var han teater- og litteraturkritiker, og fra 1918 til sin død var han Politikens kronikredaktør. 
I 1911 debuterede Hansen som dramatiker med Naar Ministeriet falder (uropført i Tyskland, dansk premiere på Dagmarteatret 25. april 1911), som blev trykt på tysk som: Wie Minister fallen, Berlin, 1911), som blev en stor succes, også i udlandet. Det blev fulgt op 1914 med Hyttefadet, som var en satire over en proletarfører og ligeledes opført på Dagmarteatret, og 1918 Mistanken, som kom op på Det ny Teater.
Hansen var også digter, og han skrev bl.a. digtsamlingen Den sidste Maaned (1916), skrevet efter hans første hustrus død. Han har også udgivet en række længere fortællinger.
Fra 1913 var Hansen medlem af bestyrelsen for Danske Dramatikeres Forbund, fra 1922 næstformand.

## Ægteskaber
P.C.V. Hansen blev gift første gang 1. november 1898 i Helligåndskirken med koncertsangerinde Marie Emilie Sørensen (12. august 1876 i København - 28. marts 1916 sammesteds), datter af Harald Alfred Sørensen (ca. 1847-1886) og Johanne Augusta Andersen, og anden gang 22. juni 1922 i Taarbæk med Iris Nathalie Olga Gilbe (25. maj 1899 i Vesterborg - ?), datter af styrmand Julius Frederik Alexander Gilbe (1864-1904) og Amalie Marie Frederikke Martine Olesen (1868-1924).
Han er begravet på Vestre Kirkegård.
Blyantstegning af O. Zimmermann 1924 (Det Nationalhistoriske Museum på Frederiksborg Slot). Fotografi (Det Kongelige Bibliotek).

## Forfatterskab
- (sammen med Raphael Meyer), Goethe, hans Liv og Værker: En Skildring efter nye Kilder, 1906.
- Wie Minister fallen: Lustspiel in drei Aufzügen (dansk udgave: Naar Ministeriet falder, uropførelse på Dagmarteatret 25. april 1911), 1911.
- Hyttefadet, 1914 (opført på Dagmarteatret).
- Den sidste Maaned og andre Digte, 1916.
- Hjemmet, 1917.
- Mistanken: Skuespil i 3 Akter, 1918 (opført på Det ny Teater 1918).
- En Sommerstorm, 1918.
- Den hellige Lidenskab, 1919.
- Julinat: Fortælling, 1921.
- Heines "Buch der Lieder": Tilblivelseshistorie, Motiver og Modeller, Modtagelse og Bedømmelse, 1921.
- Det dybe Skel, 1924.
- Amors Luner: Smaa Historier om Elskov, officiel og uofficiel, 1924.